# Porosidad
La porosidad o fracción de huecos es una medida de espacios vacíos en un material, y es una fracción del volumen de huecos sobre el volumen total, entre 0-1, o como un porcentaje entre 0-100 %. El término se utiliza en varios campos, incluyendo farmacia, cerámica, metalurgia, materiales, fabricación, ciencias de la tierra, mecánicas de suelos e ingeniería.

## Química
En Química, es la capacidad de un material de absorber líquidos o gases. También es el tamaño y número de los poros de un filtro o de una membrana semipermeable.

## Porosidad másica y volumétrica
La capacidad de absorción de agua o porosidad másica se puede medir con la siguiente fórmula matemática:
Donde:
{\displaystyle vm_{0}\,}, Masa de una porción de  cualquier material en (seco)
{\displaystyle m_{s}\,}, Masa de la porción después de haber sido sumergido en agua:
Esta última ecuación puede ser usada para estimar la proporción de huecos o porosidad volumétrica:

{\displaystyle P_{v}={\frac {V_{0}}{V_{T}}}={\frac {\rho _{m}}{\rho _{m}+{\cfrac {\rho _{f}}{P_{m}}}}}}

Donde:
{\displaystyle \rho _{m}\,}, es la densidad del material (seco).
{\displaystyle \rho _{f}\,}, es la densidad del agua.
{\displaystyle P_{v}\,}, es la proporción de huecos (expresada en tanto por uno).

## Porosidad en suelos
En edafología, la porosidad de un suelo viene dada por el porcentaje de huecos existentes en el mismo frente al volumen total.
A efectos prácticos se calcula a partir de las densidades aparente y real del suelo:

{\displaystyle P_{v}={\frac {\rho _{m}-\rho _{a}}{\rho _{m}}}\cdot 100\%}

Donde:
{\displaystyle \rho _{a}\,}, es la densidad aparente de la propiedad.
{\displaystyle \rho _{m}\,} es la densidad real de la propiedad.

## Otras medidas de la porosidad
Benoît Mandelbrot usando el concepto de trema de la geometría fractal analiza un material poroso como el resultado de sustraer "huecos" mediante un proceso aleatorio fractal. Llegando a la conclusión de que un fractal obtenido mediante substracción de tremas esféricas que pueden superponerse de dimensión fractal D ~ 2,5-3 es un modelo adecuado de material poroso.